# Adetokunbo Ogundeji
Adetokunbo Ogundeji (West Bloomfield, 9 ottobre 1998) è un giocatore di football americano statunitense che milita nel ruolo di outside linebacker per i Pittsburgh Steelers della National Football League (NFL).

## Carriera

### Atlanta Falcons
Ogundeji al college giocò a football a Notre Dame. Fu scelto nel corso del quinto giro (182º assoluto) nel Draft NFL 2021 dagli Atlanta Falcons. Nella sua stagione da rookie mise a segno 32 tackle e un sack in 16 presenze, 11 delle quali come titolare.

### Pittsburgh Steelers
Nel 2024 Ogundeji firmò con i Pittsburgh Steelers.